# Jacamar cuaverd
El jacamar cuaverd (Galbula galbula) és una espècie d'ocell de la família dels galbúlids (Galbulidae) que habita zones boscoses, normalment a prop de l'aigua, a l'est de Colòmbia, sud de Veneçuela, Guaiana i nord del Brasil.